# شر جنوبی (داکوتای جنوبی)
شر جنوبی(به انگلیسی: South Shore) شهری در ایالت داکوتای جنوبی کشور ایالات متحده آمریکا است که جمعیت آن در سرشماری سال ۲۰۱۰ میلادی، ۲۲۵ نفر بوده‌است.